# Mauthausen
|  | Aquest article tracta sobre el municipi d'Àustria. Si cerqueu el camp de concentració, vegeu «Mauthausen-Gusen». |

Mauthausen [mɑ͡ʊ̯tˈhɑ͡ʊ̯zn̩] és una petita ciutat a l'Alta Àustria, Àustria. És a una vintena de quilòmetres a l'est de la ciutat de Linz, i té una població de 4.850 (2001). Durant la Segona Guerra Mundial, es convertia en el lloc del complex del camp de concentració i extermini de Mauthausen-Gusen. Altres llocs d'interès són l'església del segle xv, una ciutat vella pintoresca, el Castell de Pragstein del segle xvi.

## Història
L'àrea de Mauthausen ha estat poblada durant mil·lennis, com revelen descobertes arqueològiques que es remunten al Neolític. Durant el temps de l'Imperi Romà, era a la cruïlla de dues rutes comercials. Al final del segle X es convertia en un peatge portuari (maut en alemany) per a vaixells, i el nom "Muthusen" el nom amb què s'esmenta l'assentament el 1007. Durant la Primera Guerra Mundial, hi hagué un camp de presoners de guerra a l'est de Mauthausen. Hi havia empresonats soldats russos, serbis i principalment italians (en alguns moments fins a 40.000 presoners), al voltant de 9.000 moriren al camp. Hi ha un cementiri de guerra en memòria seva.
De 1938 a 1945 des de l'annexió d'Àustria i durant la Segona Guerra Mundial, un dels primers complexos de camp de concentració massius a Alemanya nazi s'establia a l'oest de la ciutat. El 1940, un nombre gran de polonesos es transferien al complex Mauthausen-Gusen. Uns 30.000 hi vam morir. Sotmetien als interns a unes condicions bàrbares, la més infame de les quals era portar grans blocs de pedra, pujant els 186 graons des de la pedrera del camp, anomenada l'"Escala de la mort."
Mauthausen va patir desbordaments del Danubi els anys 1954 i 2002.